# Unsu-myeon
Unsu-myeon (koreanska: 운수면) är en socken i den centrala delen av Sydkorea, 230 km sydost om huvudstaden Seoul. Den ligger i kommunen Goryeong-gun i provinsen Norra Gyeongsang.